# كين هارفي
كين هارفي (بالإنجليزية: Ken Harvey)‏ (و. 1965  م) هو لاعب كرة قدم أمريكية، من الولايات المتحدة، ولد في أوستن، تكساس، يلعب كظهير ‏.

## التعليم
تعلم في Juan Navarro High School ‏.

## روابط خارجية
- كين هارفي على موقع مرجع كرة القدم المحترفة.كوم (الإنجليزية)